# Nasonovia muesebecki
Nasonovia muesebecki är en insektsart som först beskrevs av Frank Hall Knowlton och Allen 1939.  Nasonovia muesebecki ingår i släktet Nasonovia och familjen långrörsbladlöss.

## Underarter
Arten delas in i följande underarter:
- N. m. muesebecki
- N. m. montana